# Russische roulette
Russische roulette (Russisch: Русская рулетка, Russkaija ruletka) is wijze van duelleren op leven en dood. Een revolver wordt geladen met één patroon waarna de cilinder een zetje krijgt (als een rad van fortuin), zodat onbekend is waar de kogel zich bevindt. Vervolgens zet men de revolver tegen het hoofd en haalt de trekker over. Als er geen kogel in de betreffende kamer zat, hoort men slechts een klik en is de tegenstander aan de beurt. Uiteindelijk zal een van de duellisten de kogel door zijn hoofd krijgen.
Russische roulette is zo gevaarlijk dat het neerkomt op een zelfmoordpoging.
Een juridisch voordeel van Russische roulette boven een andere vorm van duelleren is dat de verliezer zichzelf doodschiet. Afhankelijk van de wetgeving kan dit betekenen dat de winnaar niet vervolgd wordt.

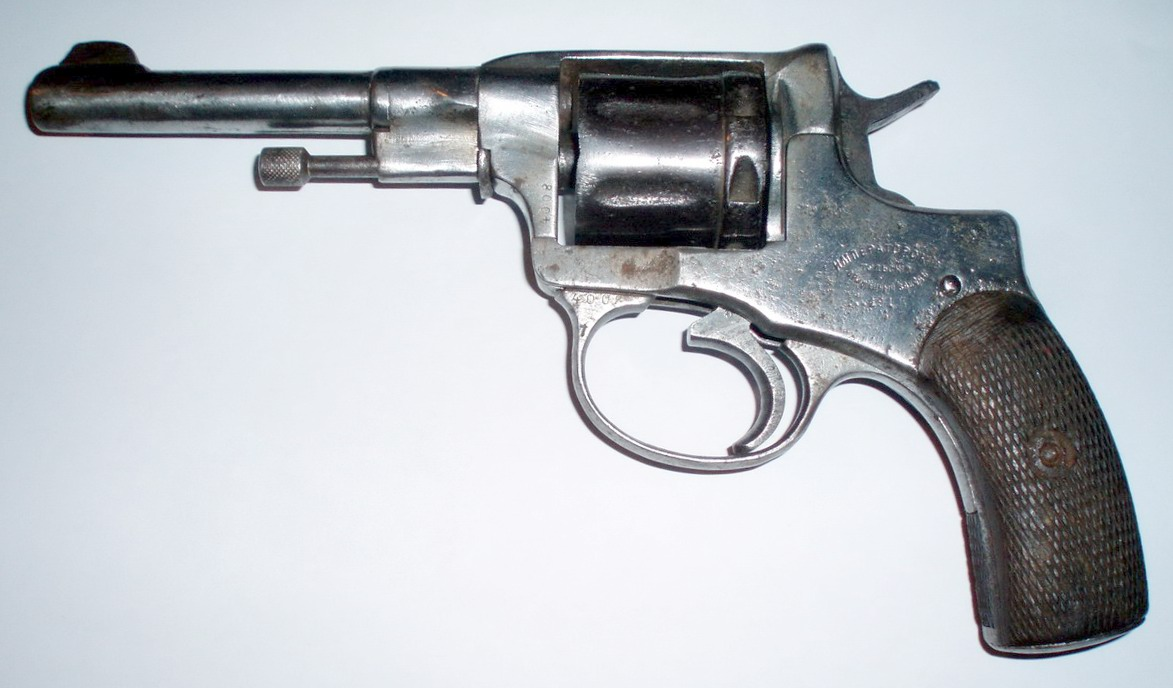
De Nagant M1895, een revolver die gebruikt werd in het Russische leger

## Geschiedenis
Er zijn verschillende verhalen over de herkomst van dit spel. Vanwege de naam wordt meestal verklaard dat het uit Rusland komt.
Zo wordt beweerd dat in de negentiende eeuw gevangenen werden gedwongen het te spelen, terwijl de bewakers wedden over de uitkomst.
In een andere versie speelden officieren in het Russische leger dit spel om elkaar te imponeren.
Het is denkbaar dat ze aan het gewicht konden voelen of de kogel zich onder of boven in de cilinder bevond, zodat ze wisten wanneer het veilig was om te schieten.
Het eerstbekende gebruik van de term is uit Russian Roulette, een kort verhaal van Georges Surdez uit Collier's Illustrated Weekly van 30 januari, 1937. 

## Kansverdeling
Er bestaan twee varianten van Russisch Roulette. We gaan er hier van uit dat het spel door twee spelers gespeeld wordt, dat er één kogel in een trommel met zes kamers wordt gedaan, en dat na het draaien van de trommel de kogel zich met gelijke waarschijnlijkheid in een van de zes kamers bevindt.
- Als elke speler voordat hij schiet de trommel draait, dan is bij elk schot de kans dat die speler verliest {\displaystyle {\tfrac {1}{6}}} en de kans dat de andere speler aan de beurt is {\displaystyle {\tfrac {5}{6}}}. Hieruit laat zich een meetkundige rij afleiden waaruit men kan berekenen dat de kans, dat de eerste speler wint {\displaystyle {\tfrac {5}{11}}} is, en de kans dat de tweede speler wint dus {\displaystyle {\tfrac {6}{11}}}.[1]
- Als de trommel voor het spel een keer gedraaid wordt, en daarna niet meer, dan bevindt de kogel zich met gelijke kans in een van de zes kamers, en hebben beide spelers evenveel kans om te winnen. Als het schot na vijf keer niet afgegaan is, zal dat met zekerheid bij de zesde keer gebeuren.

## Boeken en films
Russische roulette komt voor in een aantal films, zoals The Deer Hunter (1978), 13 (2010) en Tzameti (2006). Russian Roulette is de titel van een nummer van de Barbadiaanse popzangeres Rihanna.
In het Lucky Luke-verhaal Le grand duc wordt Russische roulette een onschuldig spelletje genoemd dat aan het hof van de tsaar veel wordt gespeeld.

## Bedrijfsleven
In het bedrijfsleven staat Russische roulette voor een bepaling die voorziet in situaties waarin aandeelhouders een vennootschap lamleggen. Dit is een situatie waarin een of meerdere aandeelhouders met hun aandelen voldoende macht bezitten om de besluitvorming te blokkeren, wat meestal bij joint ventures voorkomt. Wanneer gebruik wordt gemaakt van een Russische roulette-bepaling (bijvoorbeeld in de statuten of joint venture-overeenkomst) zal een aandeelhouder zijn aandelen moeten aanbieden tegen een bepaalde prijs. Wanneer de andere aandeelhouder weigert zal de aandeelhouder verplicht zijn de aandelen van de ander over te nemen tegen dezelfde prijs. Het risico is evident: noemt een aandeelhouder een te hoge prijs, dan weigert de ander en moet hij zelf de aandelen van de ander tegen die prijs overnemen. Maar noemt hij een te lage prijs, dan loopt hij het risico dat de ander hem zeer voordelig kan uitkopen. Het idee achter de Russische roulette-bepaling is dat een marktconforme en eerlijke prijs voor de aandelen tot stand komt. Een bezwaar is dat de impasse niet doorbroken zal worden als geen van de aandeelhouders de bepaling inroept.